# Cytadela Dawida

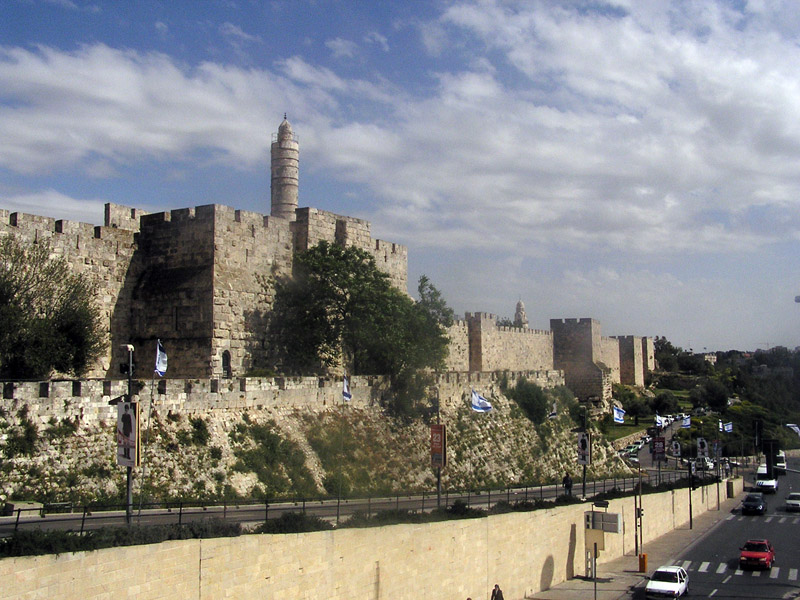
Turecka Cytadela Dawida w Jerozolimie

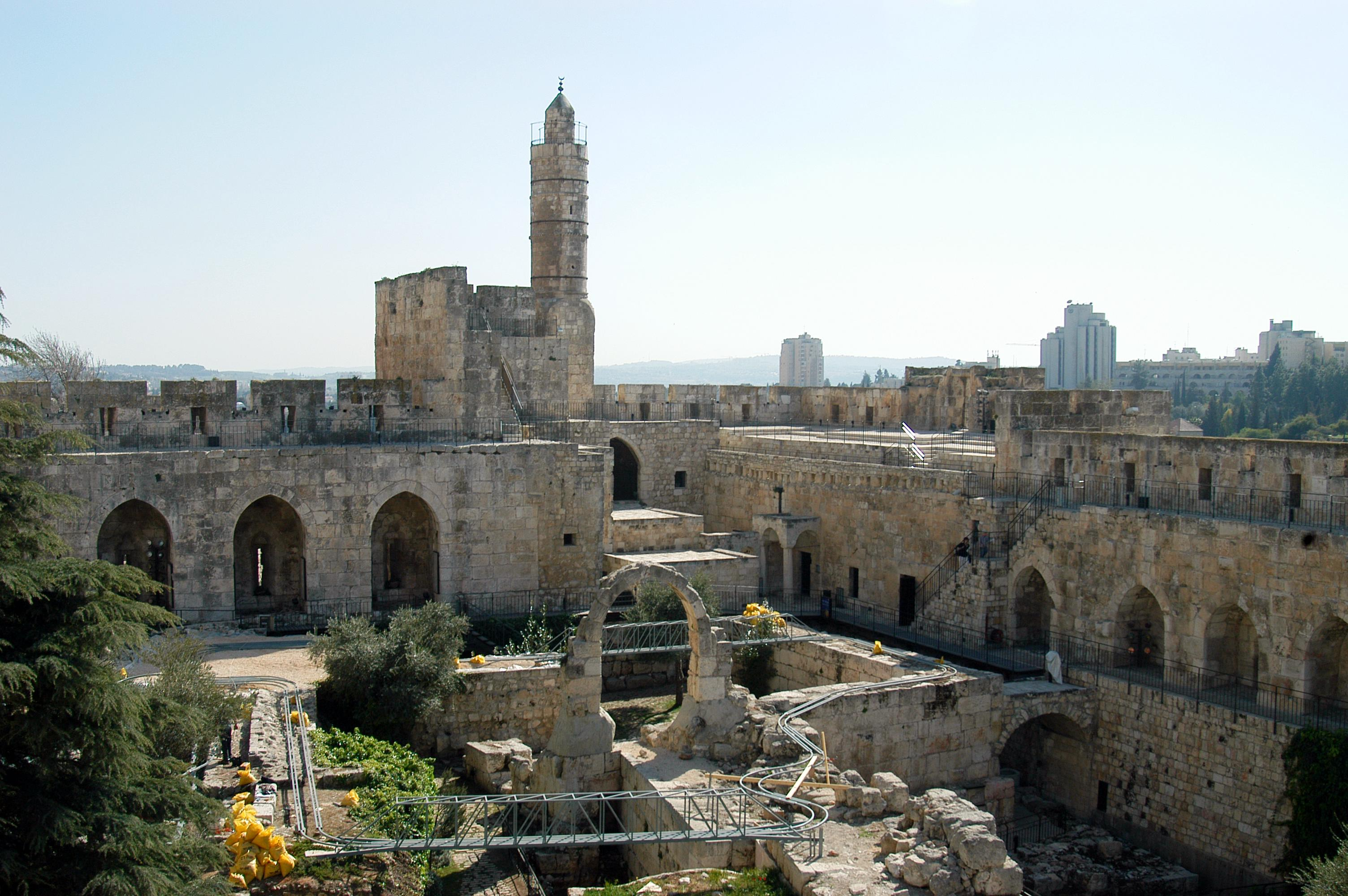
Widok ogólny cytadeli

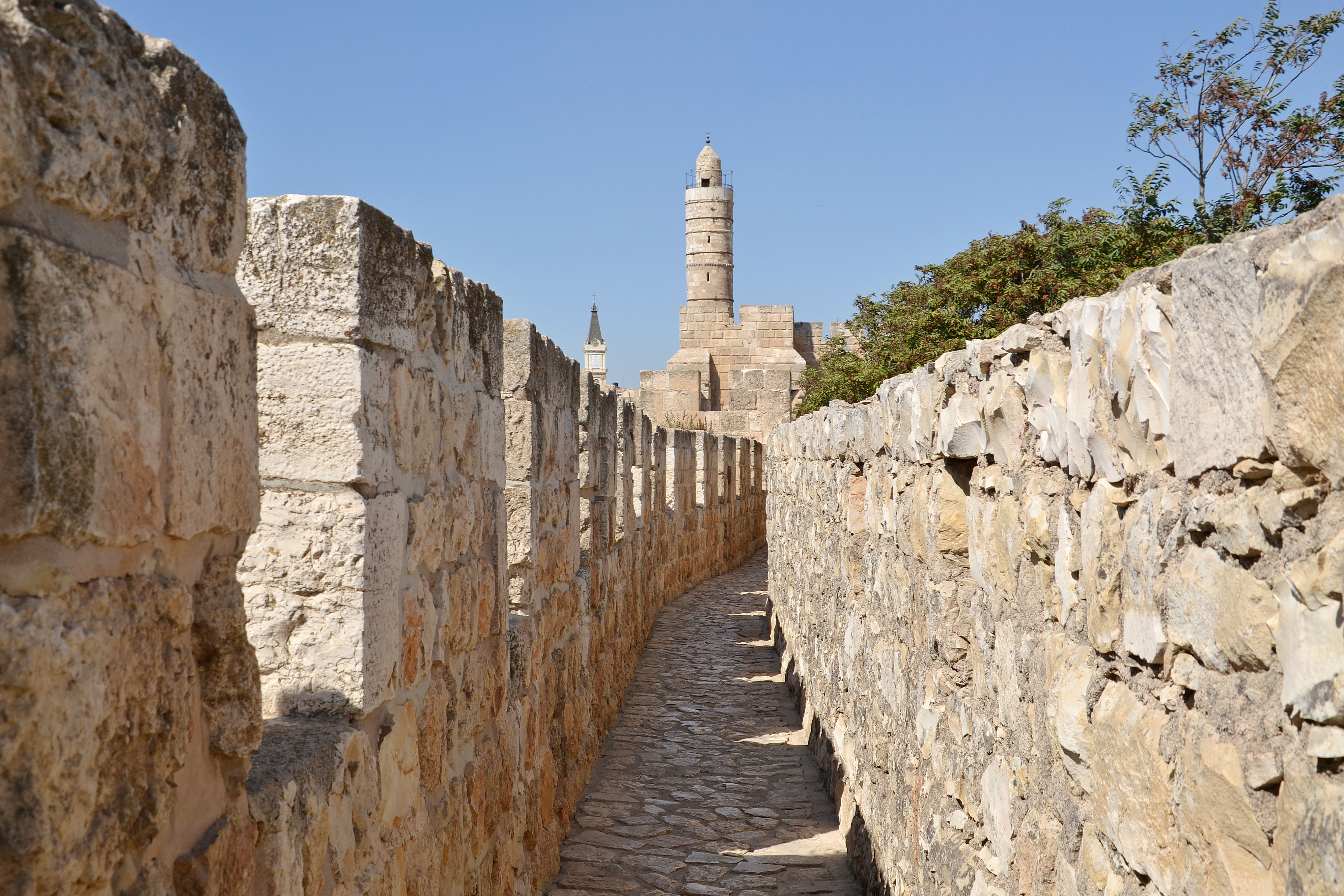
Cytadela widoczna z murów miejskich

Cytadela Dawida (hebr. ‏מגדל דוד‎, Migdal Dawid, arab. ‏برج القلعة‎, „Wieża kamienna” lub „zamkowa”) – historyczne i archeologiczne miejsce w obrębie Starego Miasta Jerozolimy.
Jest to twierdza turecka z XVI wieku, wzniesiona na miejscu wcześniejszych fortyfikacji z około roku 37 p.n.e. W tym miejscu stały ogromne wieże chroniące położony opodal pałac królewski Heroda Wielkiego. Zburzyło je wojsko cesarza Hadriana, które zajęło miasto w 135 roku. Średniowieczni pielgrzymi widzieli w ich pozostałościach ruiny pałacu biblijnego króla Dawida, który właśnie tutaj miał ułożyć starotestamentalne Psalmy. W rzeczywistości pałac Dawida znajdował się zapewne na Ofelu. Miejsce, w którym dzisiaj znajduje się Cytadela Dawida, było w czasach Dawida niezamieszkane (X wiek p.n.e.).
Wzniesiona przez Turków cytadela stanowiła część systemu obronnego starego miasta Jerozolimy, w zachodniej linii murów. Została wzniesiona z rozkazu Sulejmana Wspaniałego w roku 1532, jako twierdza zabezpieczająca jedną z ważniejszych bram Jerozolimy – Bramę Jafską.

## Muzeum
W 1930 otworzono w cytadeli muzeum palestyńskiego folkloru. Jednak po 1948 wojska jordańskie zniszczyły ekspozycje i przemieniły twierdzę w ufortyfikowany punkt obrony. Dopiero po 1967 Izraelczycy wskrzesili kulturową rolę twierdzy. Muzeum otworzono ponownie w 1988.
W muzeum znajdują się ekspozycje przedstawiające 4 tys. lat historii Jerozolimy. Eksponaty są uporządkowane chronologicznie. Wystawę wzbogacono mapami, zapisami wideo, hologramami, rysunkami, makietami i modelami. Z jej wieży i szańców rozciąga się widok na starą i nową część Jerozolimy.